# گلستان (علی‌آباد)
گلستان، روستایی است از توابع بخش کمالان شهرستان علی آباد در استان گلستان ایران.
این روستای در شمال فاضل آباد قرار دارد.اهالی این روستا از اقوام گوناگونی هستند، سیستانی، ترک، بلوچ، ارمنی، شاهرودی از مهمترین قوم‌های این روستا می‌باشند.

## جمعیت
این روستا در دهستان استرآباد قرار داشته و براساس سرشماری سال ۱۳۸۵جمعیت آن ۲٬۱۵۳نفر (۵۱۷خانوار) بوده‌است.